# إتروبلز
إتروبلز ( Valdôtain : Étroble ) هي كومونا في منطقة وادي أوستا في شمال غرب إيطاليا. تشمل المعالم السياحية برج الجرس من الكنيسة الرومانية التي تعود للقرن الخامس عشر اختفت الان وبرج مراقبة من العصور الوسطى (بني في القرن الثاني عشر على الأسس الرومانيه).

## تاريخ
في العصر الروماني، كانت تُعرف باسم ريستبوليس وكانت المركز الرئيسي في وادي جراند سينت بيرنارد. ربما كان يضم الحامية المحلية التي تراقب الوصول الرئيسي من بلاد الغال. في العصور الوسطى، كانت مسرحًا على طريق فرانسيجينا. مكث نابليون بونابرت في إتروبلز في 20 مايو 1800، خلال مسيرته إلى مارينغو والمعركة التي تحمل اسمه.